# 91Days
『91Days』（ナインティワンデイズ）は、朱夏制作による日本のテレビアニメ。2016年7月より9月までMBSほかアニメイズムB1枠にて放送された。

## 概要
禁酒法時代を舞台に、家族を殺害された主人公が復讐に至る91日間を描いた、完全オリジナルテレビアニメ。2016年3月23日に制作発表、第一弾PVが公開された。
プロデューサーの飯塚寿雄によれば、当初は全く違う企画を朱夏、鏑木ひろ監督で進めていたがそれが流れてしまったため、シリーズ構成の岸本卓を加え新たに1920年代のマフィアものの企画を立てたとのこと。また舞台を1920年代にしたのは、現代のマフィアでは麻薬犯罪を描かねばならず、視聴者の共感を得られにくいため、禁酒法下で酒を扱う時代設定にしたという。同じ時代を舞台にしたアニメ『バッカーノ!』とは違い、リアルな物語を目指し、『ゴッドファーザー』『ワンスアポンアタイム』『ブレイキングバッド』などを参考にしている。またキャスティングでは『ゴッドファーザー』でアル・パチーノを吹き替えている山路和弘をヴィンセント役に起用した。

## あらすじ
マフィアに家族を殺され、アヴィリオと名を変え孤独な生活を送る青年アンジェロは、ある日、事件の犯人の名が書かれた手紙を受け取る。そこにはローレスの街を牛耳るヴァネッティ・ファミリーのドン・ヴィンセント、その息子のネロ、そしてネロの親友のヴァンノの名が記されていた。アヴィリオは復讐のため故郷ローレスの街に戻り、親友のコルテオが作った密造酒を手土産に犯人の一人であるネロに近づく。
アヴィリオはネロの信頼を得て側近に収まりつつ、ヴァンノをはじめとするネロの部下や弟を死に追いやり、ネロを孤立させていく。やがて、手紙の送り主の正体が判明する。手紙の送り主はヴァネッティ乗っ取りをたくらむ人物だった。その人物はローレスを含むシカゴ一帯を牛耳る大マフィア、ドン・ガラッシアがローレスを訪れたのに合わせてアヴィリオにヴィンセントとネロを始末させ、自らがヴァネッティ・ファミリーのドンの座に就こうと考えていた。アヴィリオはその計画に乗ったふりをして裏切り、ドン・ガラッシアを殺害する。かねてからヴァネッティ・ファミリーに見切りをつけていた、ガラッシアの後継者・ストレーガは好機とばかりにヴァネッティ・ファミリーのせん滅を部下に命じる。ヴィンセントはショックのあまり急死し、手紙の送り主もストレーガの凶弾に倒れる。
こうして、アヴィリオは復讐を果たしたが、生きがいを取り戻すことはできなかった。そんな抜け殻になったアヴィリオをヴァネッティ・ファミリーの中で1人生き残ったネロが拉致し、2人は旅に出る。海にたどり着いたとき、アヴィリオはネロに「俺がお前を殺さなかったのは…お前を殺したくなかったからだ」とつぶやき背中を向ける。ネロはその背中に銃口を向け、青空に銃声が響いた。

## 登場人物

### 主要人物
アヴィリオ・ブルーノ / アンジェロ・ラグーザ
声 - 近藤隆、朝井彩加（幼少期）
主人公。本名はアンジェロ・ラグーザ。人付き合いの悪い陰鬱な青年だが、何事にも動じない精神力をもった冷徹な性格。旧知であるコルテオとは親しい。スリの名人でナイフや銃の扱いにも慣れている。
7年前、後にヴァネッティ・ファミリーを率いるヴィンセント、ネロ、ヴァンノに両親と弟を殺され、街から姿を消したが、犯人の名が書かれた手紙を受け取り復讐を決意。コルテオの作る密造酒を手土産にヴァネッティ・ファミリーに入り込み、まず、ヴァンノを殺害。その後、ネロの側近の地位を確保しつつ、謀略を駆使して、ネロの親族や側近を排除していく。裏切者と疑いをかけられたときは、やむなくコルテオを射殺。ヴァネッティ父子に死ぬ以上の苦しみを与えるため、ファミリーの全てを破壊する壮大な復讐を実行する。
ヴァネッティファミリーを壊滅させた後、復讐を果たせば「抜け殻」のような生活から生きる理由を取り戻せると思っていたが、逆に生きる気力をなくしてしまい、ストレーガからの勧誘にも興味を示さなかった。その後ネロに拉致され、復讐行為を咎められた際に「あの時俺を殺しておけばよかっただろう」と涙ながらに心情を吐露した。後に彼と海を目指してふたり旅をした後、浜辺でネロを生かした理由を「あんたを殺したくなかったからだ」と、彼に友情を感じていたことを打ち明ける。その背にネロの銃口が向き、銃声が響いたシーンでアヴィリオの出番は終わり、その後の生死は不明。
ネロ・ヴァネッティ
声 - 江口拓也、青木瑠璃子（年少期）
ヴィンセント・ヴァネッティの息子。陽気で気さくな性格だが、ファミリーの名誉を重んじ、荒っぽい手段も辞さない。ローレス市民の間では人気が高い。
アヴィリオの復讐対象の一人。14歳でヴィンセントやヴァンノとともにアヴィリオの家を襲撃し、逃げる幼いアヴィリオに銃を向けたものの、殺せなかったことが心残りになっていた。
トロンコやヴァンノの仇を討つため、ファンゴやセルペンテと抗争を始めたことがドン・オルコの逆鱗に触れ、粛清の対象となる。その後、フラテを反逆者に仕立てるというアヴィリオの謀略に半ば乗せられる形でヴァネッティ・ファミリーに返り咲くが、多くの家族と部下を失ってしまう。ファンゴの死によってライバルであったファンゴ・ファミリーが自壊した後、ヴィンセントからドンの地位を譲られる。
アヴィリオをかつて撃ちそこねた少年アンジェロであると知らないまま、彼に強い信頼を寄せて重用していた。ファミリー崩壊後にも、彼を殺そうとせず、暫し海までの旅路を共にした。最終的に彼の本心を聞き届け、7年前に撃てなかった背中に銃口を向けて引き金を引いた。その後、アヴィリオの居た助手席に彼の好物のパインの缶詰を乗せ、ひとり海から舞い戻った際、ガラッシアの追っ手と思われる男とすれ違った。
コルテオ
声 - 斉藤壮馬、東城日沙子（幼少期）
アヴィリオの幼馴染で親友。アヴィリオがローレスに戻ったころは、密造酒の製造で生計を立てていた。金を貯めて学校に行くのが夢。マフィアと関わるのを嫌っており、アヴィリオが復讐のためヴァネッティ・ファミリーに近づいたのを心配している。
アヴィリオがヴァネッティ・ファミリーに入り込んだ後は、ネロの密造酒工場にレシピを提供し、バルベロと共に密造酒作りに励んでいた。コルテオの作る密造酒「ローレス・ヘブン」は高品質で知られ、マフィアや消費者の間でも評価は高い。
自分をマフィアの世界に引き込んでおきながら、切り捨てにかかったアヴィリオの態度に腹をたて、ローレス・ヘブンのレシピを取引材料にしてファンゴに取り入ってネロを狙う。しかしスクーザがレシピの写しをファンゴに渡したことで立場を悪くし、追い詰められたことでファンゴを衝動的に殺害して逃亡。結果としてヴァネッティ・ファミリーに捕縛され尋問を受けるがガンゾの手引きによってローレスから逃亡。以後はアヴィリオの元のアパートに隠れ住むが、ガンゾから彼の危機を聞いてローレスに舞い戻り、アヴィリオの無実の証明のために、彼に自分を撃たせて生涯を終えた。

### ヴァネッティ・ファミリー
ローレスの街の裏社会で生きるマフィア一家。オルコ・ファミリーと共存し、シカゴのガラッシアからロナルドを婿入りさせてファミリーの安泰をはかっていた。
ヴァンノ・クレメンテ
声 - 小野大輔、美々（年少期）
ネロの部下で親友。仲間思いだが熱くなりやすいタイプ。下戸であり酒が飲めない。信仰心が厚くよく祈りを捧げている。ネロやヴィンセントとともにアヴィリオの家を襲撃した時も、エレナやルーチェの死体に祈りを捧げていた。トロンコの仇を討つため、セルペンテを射殺したが、その直後にアヴィリオに射殺された。
フラテ・ヴァネッティ
声 - 西山宏太朗、M・A・O（年少期）
ネロの弟。兄弟の情より組織の存続を優先させ、ネロの粛清を約束することでオルコ・ファミリーと和解する。この功績によりドン・ガラッシアからヴィンセントの後継者に指名される。しかし、オルコと会談した際には終始おどおどしており、ファミリーを率いるプレッシャーに耐えられずロナルドから渡された薬に依存し、ネロとの抗争の際には屋敷に閉じこもり、あげくの果てにドン・ガラッシアに保護を求めようとするなど、ファミリーのドンの器ではなく、事実上、ロナルドの操り人形と化していた。
アヴィリオに半ば仕向けられる形でネロと撃ち合いになり、ネロに射殺される。その際、子供の頃から日曜日の礼拝に顔を出さないなど自由奔放なのにヴィンセントから期待されているネロに嫉妬心を持っていたと吐露。ネロに「父さんはお前を愛している」と説得されても「愛されたいんじゃない、認められたいんだ」と泣き叫んだ。その後、ロナルド殺害の犯人に仕立て上げられた。
フィオ・ヴァネッティ
声 - 東城日沙子
ネロの妹でフラテの姉。ファミリー安泰のため、ロナルドと結婚した。ネロとフラテの争いをおさえ、ファミリーの団結を維持しようと奔走する。アヴィリオの手紙を見てロナルドを殺害し、ローレスを離れた。お腹にロナルドとの間にできた子どもがいる。
ロナルド
声 - 中村悠一
シカゴを牛耳るドン・ガラッシアの甥。ネロの妹、フィオと結婚する。ヴァネッティ・ファミリーの一員となるが、ドン・ガラッシアの意向を優先させ、ヴァネッティとオルコの両ファミリーに対しては対立を禁じ、共存するよう命じていた。また、ドン・ガラッシアの意向と称して、ヴァネッティ・ファミリーの運営に介入していた。
ことあるごとにガラッシアの名を出して、相手より優位に立とうするフシがあるため周囲からはよく思われておらず、アヴィリオからは「虎の威を借る狐」、オルコからは「ひよっこがガラッシア風を吹かせやがって」と酷評された。
ネロを始末し、フラテを傀儡にして、ヴァネッティ・ファミリーを完全にガラッシア・ファミリーの傘下にしようと画策していた矢先、妻のフィオに射殺された。
バルベロ
声 - 櫻井孝宏
ネロの部下で参謀役。冷静な性格だが、ネロへの忠誠心は強い。ネロがドンに就任する直前、ネロからヴィンセントに幹部として推薦され、ネロのドン就任と共に正式に幹部となる。コルテオの裏切りをきっかけに、アヴィリオに対しても疑いの目を向けていた。また、新参でありながら、ネロに重用されるアヴィリオに嫉妬のような感情を抱いていた。
アヴィリオがデルトロを殺害しているところを目にしてアヴィリオを捕え、対応を協議するため、ガンゾを呼ぶが、ガンゾはストレーガと通じており、ガンゾに射殺された。
ティグレ
声 - 浜田賢二
ネロの部下。酒場の駐車場でファンゴに痛めつけられる。ネロへの忠誠心は高く、自身が被弾することも厭わず、ネロに危険が迫っていることを伝えた。登場する際、殴られたり負傷したりすることが多い。ガラッシア・ファミリーによるヴァネッティ・ファミリーせん滅が始まった後、ネロを逃がしてアイランドに立てこもるが、ガラッシア・ファミリーとの銃撃戦の果てに射殺された。
ヴォルペ
声 - 鈴木達央
ネロの部下。ネロへの忠誠心は厚く、ネロの粛清が決まった後もネロに付き従った。アヴィリオにその忠誠心を利用され、ロナルド襲撃の鉄砲玉として利用されたあげく、射殺された。その死体はフラテによってローレス市内でさらしものにされ、ネロとフラテの抗争が勃発するきっかけとなった。
ガンゾ・アラリー
声 - 天田益男
年長の幹部で、ネロや部下から「叔父貴」と呼ばれる。ネロびいきなうえに、ロナルドやフラテのやり方が気に入らなかったことから、度々苦言を呈していたが、無視されていた。ネロとフラテが対立した際は、調停を試みるが失敗している。ロナルドやフラテと距離を置いていたことから、ネロがファミリーを掌握した後も幹部の地位を維持した。
アヴィリオに手紙を送った張本人であり、ヴィンセントらがアヴィリオの家を襲撃した際には運転手役をしていた。ストレーガと通じており、ファミリーの乗っ取りを画策していたが、アヴィリオがガラッシアを殺害したことで目算が狂い、ストレーガに報復として射殺された。
デルトロ
声 - 山本兼平
ガンゾ同様古参の幹部でヴィンセントの側近。一言も喋らない人物で、ネロ曰く大戦時代、ヴィンセントと共にヨーロッパで戦った時に喉に銃弾を受け負傷したことが原因である。また長く刑務所にいて、ヴィンセントらがアヴィリオの家を襲撃した際には服役していたという。
オペラ劇場のこけら落としの日はガラッシアとヴィンセントそしてネロの警護を担当していたが、ガンゾの部下とアヴィリオの襲撃を受け、命を落とした。
トロンコ
声 - 古川慎
ネロの部下。元タクシー運転手の青年。酒の密輸中オルコ・ファミリーに襲撃されセルペンテに殺害される。
ヴィンセント・ヴァネッティ
声 - 山路和弘
ヴァネッティ・ファミリーのドンであり、ネロ、フィオ、フラテの父親。アヴィリオの復讐対象の一人。病気のため外出を制限されており、フィオの結婚式にも顔を出さなかった。自分亡きあとのファミリーの行く末を案じている。
ガラッシア・ファミリーのロナルドとフィオを結婚させることで、ガラッシア・ファミリーの庇護を得ようとしたが、そのことがネロとフラテの抗争を招いてしまったことを自己批判し、ネロにドンの座を譲る。
かつて別組織の幹部だったが抗争でドンを殺し、組織の帳簿を管理していたアヴィリオの父・テスタをも殺害し自らがドンとなった。テスタとは親友で、ガラッシア・ファミリーから組織を守るためとはいえ、親友を手にかけたことを死の直前まで後悔していた。
オペラ劇場のこけら落としの日に、目の前でガラッシアを殺されるが、病気で体が衰弱していたため、なすすべがなく、ガラッシア殺害の報復として、自分のファミリーがせん滅されるのを止めることが出来なかった。駆け付けたネロの腕に抱かれながら「すべてがむだごと」とつぶやいて息絶える。

### オルコ・ファミリー→ファンゴ・ファミリー
ドン・オルコ率いるローレスのマフィア。ヴァネッティとのいざこざでは、ガラッシアの意向に従い、ファンゴを始末するつもりだったが、逆にファンゴに乗っ取られる。ファンゴの死去に伴い、ヴァネッティに吸収された。
オルコ
声 - 茶風林
オルコ・ファミリーのドン。ラザニアの味にうるさく、不出来なラザニアを作ったシェフは容赦なく制裁する。ヴィンセントとは40年来の顔なじみであり、ガラッシアの意向もあり、ヴァネッティ・ファミリーとトラブルを起こすことを望んでいない。しかし、ネロの密造酒の利権が手に入りそうだとなるや、ヴァネッティ・ファミリーをつぶし、ガラッシアからも独立したいという本心を露わにした。
アヴィリオのもとに届いた手紙について彼が尋ねた時は手紙の存在を知らなかった。ラグーザ一家殺害事件については記憶しており、アヴィリオが親の仇を討ったように見せかけたときには、アヴィリオを称賛した。
ネロとアヴィリオの策にかかって生け捕りにされて殺害され、その遺体はファンゴが作るラザニアの材料に使われた。
ファンゴ
声 - 津田健次郎
オルコ・ファミリーの幹部。金髪・長髪でカウボーイのような派手な服装をしている。精神が不安定で、ささいなことで激昂したり、機嫌が良くなったりする。
密輸酒のなわばり争いをきっかけにネロと敵対するが、オルコから始末されそうになり、手下と共に逃げ込んだアイランドを根城にしていた。ヴァネッティ・ファミリーから追われていたネロらを保護し、その見返りにオルコを生け捕りにさせた。その後、オルコ・ファミリーを乗っ取ってファンゴ・ファミリーに作り変え、自らドンの座に就任した。その際、オルコの遺体で作ったラザニアを幹部たちに振る舞うという常軌を逸した行動をおこなっている。
ネロとフラテが抗争を繰り広げていたときはネロを支持していたが、ネロがヴァネッティ・ファミリーを掌握した後は、ヴァネッティ・ファミリーつぶしに動き、デルフィにネロの密造酒工場の情報を流したり、コルテオからネロの行動計画に関する情報を流してもらい、ネロ暗殺を仕掛けたりした。禁酒法廃止にも備えており、ローレス・ヘブンのレシピを手に入れるべく、コルテオの切り崩しも画策していた。その後、ネロの密造酒工場が捜索された際に、スクーザが書き写したコルテオのレシピをスクーザを殺害して手に入れる。そして、用済みになったコルテオをわざわざ呼び出し、ネロに裏切者の正体を明かすと告げてコルテオを精神的に追い詰めていたぶっていた最中、激昂したコルテオに惨殺された。
セルペンテ
声 - 加瀬康之
ファンゴの手下でナイフ使い。酒の密輸を襲撃しトロンコを殺害した報復として、ヴァンノにトロンコの墓場の前で射殺される。
ガッド
声 - 綿貫竜之介
ファンゴの手下で禿頭の男。セルペンテと同じくファンゴの片腕的存在。ファンゴが殺された後、コルテオの身柄を拘束して、ヴァネッティ・ファミリーに突き出し、ネロにファンゴ・ファミリーとヴァネッティ・ファミリーの統合を提案した。
チェロット
声 - 佐藤せつじ
オルコ・ファミリーと関わりのあるチンピラ。コルテオの顔見知り。もぐりのバーを経営していた。セルペンテの死体をスクーザに売った後に、死体のありかをアヴィリオたちに漏らしてしまい、スクーザの報復を恐れて、ファンゴ傘下のバーに逃げ込む。ファンゴが特製ラザニアを振る舞ったときは、ラザニアがオルコの人肉と知ってたからか顔面蒼白になりながら給仕係を務めた。コルテオと面識があったことからコルテオ引き抜き工作の際は、ファンゴの使いとしてコルテオに接触した。
コルテオのことを気にかけており、コルテオがファンゴを殺害した時は、アヴィリオに事件の真相を話したり、コルテオ救出について相談した。その後、ネロのアヴィリオ拉致に協力し、アヴィリオに対してはコルテオを復讐に引きずり込んだことを激しく非難した。逃避行中にネロとアヴィリオの食事を買いに車外に出た際に、ネロに勝手に車を発進され、置き去りにされた。
コルヴォ
声 - 咲野俊介
オルコ・ファミリーの幹部であり、ファンゴに敵意を持つ。ファンゴがドンに就任した後も幹部としての地位を維持し、ラザニアを振る舞われ、当初は「美味い」と言ったがそこに使われている肉の正体が人間の肉だということを知って嘔吐した。
ラクリマ
声 - 浅野まゆみ
ファンゴの愛人。太り気味の女性。ファンゴと情事の最中、アヴィリオに襲撃されたときは、ただおびえるばかりの気の弱い女性だった。後にアヴィリオとコルテオがファンゴとの面談を求めてきたときには、3人が面談出来るようとりはからうという気風の良いところを見せた。ファンゴがドンになった後は、ファンゴの会話の中に勝手に割り込むなど、言動が大胆になっている。

### ガラッシア・ファミリー
シカゴのマフィアでローレスにも睨みをきかせている。ヴァネッティとオルコの抗争ではネロとファンゴを始末して手打ちにするよう圧力をかけた。
ガラッシア
声 - 大塚芳忠
シカゴを牛耳るビッグ・ファミリーであるガラッシア・ファミリーのドン。一見、温厚な紳士でヴィンセントやネロにも友好的に振る舞うが、ヴァネッティ・ファミリーに見切りをつけている。ローレス・ヘブンを持参してきたアヴィリオを気に入り、引き抜こうとしていた。オペラ劇場のこけら落としの日にアヴィリオに射殺される。
ストレーガ
声 - 木村昴
ガラッシアの甥で、ロナルドのいとこ。ロナルドの葬儀にはガラッシア・ファミリーを代表して参加した。オペラ劇場のこけら落としに参加するためローレスにやってきたガラッシアに随行する。ヴァネッティ・ファミリーに直接手を下そうとしないガラッシアを内心で「甘い」と考えており、ガンゾを抱き込み、ヴィンセントとネロを始末することでヴァネッティ・ファミリーを完全に傘下に置こうと画策した。アヴィリオがガラッシアを殺害するや報復としてガンゾを射殺する。さらに「悪くない展開」とつぶやき、部下に対してヴァネッティ・ファミリーのせん滅を命じる。ガラッシアの後継者として、ガラッシア・ファミリーの次のドンとなることがほぼ約束されている。自分をドンに押し上げた礼と称して、ガラッシアを殺害し、ヴァネッティ・ファミリーせん滅の引き金を引いたアヴィリオを匿った。アヴィリオの能力があるにもかかわらず野心はない（復讐以外に関心がない）点を評価し、アヴィリオがネロを殺害すれば自由の身にしたうえでそれなりの処遇をすることを示唆したが、アヴィリオの関心を引くことは出来なかった。

### その他
テスタ・ラグーザ
声 - 三上哲
アヴィリオの父。かつてヴィンセントと同じファミリーの幹部だったが、抗争に巻き込まれヴィンセントに撃たれ、殺害される。
エレナ・ラグーザ
声 - 佐藤奏美
アヴィリオの母。抗争の巻き添えを食い殺害される。
ルーチェ・ラグーザ
声 - 本渡楓
アヴィリオの弟。アヴィリオと共に隠れていたが、両親を助けるために飛び出し、殺害される。
スクーザ
声 - 石井康嗣
連邦取締官。オルコ・ファミリーに買収されており、セルペンテの遺体をチェロットから購入し、ヴァネッティ・ファミリーに取引を要求する。
デルフィがネロの密造酒工場を捜索した際にローレス・ヘブンのレシピを書き写し、さらにレシピに従ってローレス・ヘブンを再現し、ファンゴに売り込みに行くもファンゴに殺害され、レシピも奪われた。
グランキオ
声 - 辻親八
アイランドのもぐり酒場の店主。アヴィリオが卸したコルテオの酒を最初は門前払いするが、ネロらの反応を見て考えを変える。オルコ・ファミリーから放逐されたファンゴに、酒場を一派の拠点として供与する。
デルフィ
声 - 東地宏樹
シカゴからローレスに転任してきた連邦取締官。清廉な人柄で、マフィアの一掃を宣言し、密造酒の摘発とネロの密造酒工場捜索をおこなう。しかし、そのため、妻子を爆死寸前の危機にさらしてしまう。このことをきっかけにマフィアに屈し、町を去る。

## 用語
アイランド
ローレスの街の川にある中州。建物が立ち並び、教会の中はグランキオが店主を務める酒場になっている。ファンゴはじめマフィアが出入りしており一般人は近づけない。
劇場
ヴァネッティがローレスに建設しているオペラ劇場。ミラノのスカラ座をモデルにイタリアから建築家を招いて建設させた、ヴィンセントこだわりの劇場。こけら落としには、ヴァネッティ、オルコ、ガラッシアのドンが顔をそろえる予定だった。
ローレス・ヘブン
コルテオがレシピを考案した密造酒であり、高いアルコール度数を持つ。ネロが作らせたロッジで大量生産され、ファンゴおよびネロらの資金源となる。
オッティモ・オルコ
ドン・オルコが経営するイタリア料理店。
ロッジ
ネロが作らせた密造酒の蒸留所。廃坑の奥に隠れている。

## スタッフ
- 原作 - Vanetti Family
- 監督 - 鏑木ひろ
- シリーズ構成 - 岸本卓
- キャラクターデザイン・総作画監督 - 岸友洋
- セットデザイン - 青木智由紀
- 美術監督 - 小倉宏昌
- 美術設定 - 藤瀬智康（第7話 - ）
- 色彩設計 - 歌川律子
- 撮影監督 - 田村仁、小畑芳樹
- CGプロデューサー - 児玉徹郎
- 編集 - 今井大介
- 音響監督 - 本山哲
- 音楽 - 海田庄吾
- 音楽制作 - 松竹音楽出版
- 音楽プロデューサー - 高石真美
- プロデューサー - 飯塚寿雄、前田俊博
- アニメーションプロデューサー - 佐藤由美
- アニメーション制作 - 朱夏
- 製作 - 91Days製作委員会、MBS

## 主題歌
オープニングテーマ「Signal」
作詞・作曲 - TK  / 歌 - TK from 凛として時雨
エンディングテーマ「Rain or Shine」
作詞 - zopp / 作曲 - 伊原シュウ、ツカダタカシゲ / 編曲 - 前島康明 / 歌 - ELISA

## 各話リスト
| 話数 | サブタイトル                       | 脚本              | 絵コンテ                                                                          | 演出                                                                        | 作画監督 |
| --- | ---------------------------------- | ----------------- | --------------------------------------------------------------------------------- | --------------------------------------------------------------------------- | --- |
| Day1 | 殺人の夜                           | 岸本卓            | 鏑木ひろ                                                                          | 鏑木ひろ                                                                    | 岸友洋 |
| ある雨の夜、アヴィリオ・ブルーノのアパートに本名アンジェロ・ラグーザ宛の手紙が届く。7年前、アンジェロは誕生日の夜、家に押し入ってきたマフィアに両親と弟を殺され、友人コルテオの家に逃げ込む。コルテオは「僕たちは兄弟だ」となぐさめるが、翌朝アンジェロは街を去っていた。7年ぶりに故郷ローレスの街に戻ってきたアヴィリオは密造酒作りで生計を立てるコルテオを訪ねる。渋るコルテオを連れて、アヴィリオはアイランドの酒場に密造酒を売り込み、店にいたヴァネッティ・ファミリーのマフィアに気に入られる。そこへオルコ・ファミリーのファンゴが密輸した酒をくすねたネロ・ヴァネッティを探しにやってくる。店内で銃を乱射するファンゴに、コルテオはろうそくで火炎瓶を作って投げつけ、一同は店から脱出。アヴィリオがネロについてマフィアの男に訊くと、男はつけひげを取り、自分がネロだと名乗る。 |                                    |                   |                                                                                   |                                                                             | |
| Day2 | いつわりの幻影                     | 岸本卓            | 森本育郎                                                                          | 森本育郎                                                                    | 薮野浩二 |
| ヴァンノは酒の密輸中、オルコ・ファミリーの襲撃を受け、運転手のトロンコを殺される。翌日ネロの妹フィオとドン・ガラッシアの甥ロナルドの結婚式が行われる。アヴィリオとコルテオは密造酒を手土産に駆け付け、ネロから参謀役のバルベロを紹介される。ヴァンノはファンゴへの報復を主張するが、ガラッシアが手打ちを望んでいるため、ネロは直接手を下さず、アヴィリオを頼む。アヴィリオは成功すればファミリー入りという条件で引き受ける。脅えるコルテオにアヴィリオは父の親友を名乗る人物からきた手紙を見せる。そこにはラグーザ家を襲撃した犯人3人の名が書かれていた。ヴァンノとアヴィリオはチェロットの車で愛人ラクリマのアパートにいたファンゴを襲撃するが、ファンゴはラクリマを盾に窓から逃げ出す。ヴァンノはトロンコを殺したセルペンテを連れ去り、トロンコの墓の前で射殺する。だが後をつけてきたアヴィリオがヴァンノを射殺する。手紙に書かれた犯人の名はヴィンセント・ヴァネッティ、その息子ネロ、そしてヴァンノだった。ヴァンノへの復讐を果たしたアヴィリオはネロに、ヴァンノが殺され自分がセルペンテを殺したと報告、墓場に案内するがセルペンテの死体は消えていた。 |                                    |                   |                                                                                   |                                                                             | |
| Day3 | 足音の行先                         | 木戸雄一郎        | 松本淳                                                                            | 平向智子                                                                    | 冨永拓生 北山修一 |
| アヴィリオにヴァンノ殺しの疑いがかかる。逆上したネロはセルペンテの死体を持ってこいと要求。アヴィリオとコルテオはチェロットを問い詰め、死体を連邦取締官スクーザに売ったことを吐かせる。スクーザはヴァネッティ・ファミリーに死体を売りつけようとする。ロナルドはガラッシアの機嫌を損ねないためセルペンテ殺しの犯人としてネロを始末することを提案。アヴィリオたちは死体の隠し場所になっている古アパートに侵入。後をつけてきたネロ一味とファンゴ一味の銃撃戦になるが、アヴィリオはネロと脱出。その帰り、ネロの車を弟のフラテが止める。フラテはネロに、始末される前に逃げたことに見せかけるため街からしばらく出ていくよう頼む。アヴィリオはネロに同行することを申し出る。雨の中、ヴァンノの葬儀を遠くから見届けたネロはアヴィリオと車で街を出た。 |                                    |                   |                                                                                   |                                                                             | |
| Day4 | 敗けて勝って、その後で             | 鏑木ひろ          | 出合小都美                                                                        | 出合小都美                                                                  | 西川絵奈 |
| 街を離れ1週間、田舎町を車で放浪するネロとアヴィリオはオートキャンプ場でテントを借り一夜を過ごすことにする。キャンプ場で出会った子供たちに、ネロはジャグリング、アヴィリオはスリの腕前を披露して喜ばせる。その夜、ネロはラグーザ家襲撃にはネロ含め4人が参加したことを漏らし、アヴィリオは手紙に書かれていないもう一人の犯人がいたことを知る。翌日コタの街に着いたネロはバルベロから「ゴリアテのような大男」が自分たちを追っていると電話で聞く。ドラッグストアの隠れ酒場で飲んでいたネロの前に大男があらわれる。どうにか逃げ出したネロとアヴィリオは農場の納屋に隠れるが、大男は猟犬を使って探し当てる。大男相手に苦戦する2人だったが、騒ぎに気付いた農場主が大男を射殺、難を逃れる。 |                                    |                   |                                                                                   |                                                                             | |
| Day5 | 血は血を呼ぶ                       | 岸本卓            | タムラコータロー                                                                  | 鈴木芳成                                                                    | Kim Yi Sung 飯飼一幸 白崎詩織                                                                                           |
| バルベロは、オルコが騒動の手打ちのためファンゴを殺害しようとしたが失敗したこと、ファンゴが部下とともにアイランドに立てこもっていることを電話でネロに知らせる。久しぶりにローレスに戻ったネロとアヴィリオは蒸留所「ロッジ」でバルベロとコルテオに再会。ロッジではコルテオのレシピで密造酒「ローレスヘブン」の製造が進められていた。深夜ヴァネッティ家に戻ろうとしたネロたちは銃撃され引き返す。ガラッシアの介入を防ぐため、ロナルドに入れ知恵されたフラテはネロ殺害をもくろみ、大男を刺客として差し向けた上、帰宅するネロを銃撃したのだ。ネロたちは川岸の倉庫に隠れるが、ティグレが重傷を負っており一刻の猶予もなかった。アヴィリオはコルテオと小舟に密造酒を積んで川を渡り、アイランドにいるファンゴに自分たちを匿ってくればドン・オルコを生け捕りにすると持ち掛ける。 |                                    |                   |                                                                                   |                                                                             | |
| Day6 | 豚を殺しに                         | 岸本卓            | 小島正幸                                                                          | 飯村正之                                                                    | 薮野浩二 川添政和 北山修一 大島貞生                                                                                     |
| ファンゴの元に身を寄せたネロたち。ティグレも助かり、アヴィリオはオルコ生け捕り計画を練る。ネロとアヴィリオは「オッティモ・オルコ」でドン・オルコと対面、自分たちの身の保証と引き換えにローレスヘブンの製造譲渡を持ちかけ、ロッジに案内する。ネロが中に入った隙に、アヴィリオはオルコに自分がラグーザ家の生き残りと打ち明ける。ロッジに入ったオルコたちは隠れているヴォルペに気付き、銃撃戦に。アヴィリオは「この時を待っていた」とネロを射殺。見事親の仇を討ったアヴィリオをオルコは上機嫌で称えるが、アヴィリオに薬を混ぜた酒を飲まされ眠ってしまう。ネロ射殺は狂言であり、オルコはファンゴに引き渡される。ファンゴはオッティモ・オルコにオルコ・ファミリーの幹部を集め、自分がドンになることを宣言。さらに幹部に食べさせたラザニアはオルコの肉と明かし、高笑いする。 |                                    |                   |                                                                                   |                                                                             | |
| Day7 | あわれな役者                       | 岸本卓            | 大久保富彦 大畑清隆 鏑木ひろ                                                      | 大久保富彦 大藪恭平                                                         | 関口雅浩 西田美弥子 舛舘俊秀                                                                                            |
| ファンゴに保護されたネロたちはいずれ使い捨てされると危機感を抱く。ロナルドは落ち込むフラテに、ファミリーのためネロを消せとけしかける。ガンゾはネロに戻ってくるよう説得するが、ネロはヴァネッティの酒場にローレスヘブンを卸し、フラテと敵対する。フィオは兄弟を引き合わせ、仲直りさせようとするが話し合いは決裂。だがネロはロナルドと話をつけようとする。これを良く思わないアヴィリオはヴォルペを焚き付け、ロナルドを銃撃させたあと、射殺。内部抗争は新聞でも大きく報道される。ロナルドはフィオに電話をかけさせ、ネロと屋敷で会う約束をする。当日、アヴィリオはネロの使いとして花束をフィオに届けるが、中に仕込まれた手紙を読んだフィオはロナルドを射殺。ネロはフラテと和解しようとするが、撃ち合いになる。だがアヴィリオがフラテの拳銃から銃弾を抜いていたため、フラテはネロに射殺される。身重のフィオは街を去る。ロナルドを殺したのはフラテで、ネロはガラッシアに忠誠を示すため弟を殺したということになった。ふさぎこむネロにアヴィリオは「今日からは俺が兄弟だ」とささやく。 |                                    |                   |                                                                                   |                                                                             | |
| Day7.5 | 短いローソク                       | 岸本卓 木戸雄一郎 | 鏑木ひろ 森本育郎 松本淳 出合小都美 タムラコータロー 小島正幸 大久保富彦 大畑清隆 | 鏑木ひろ 森本育郎 平向智子 出合小都美 鈴木芳成 飯村正之 大久保富彦 大藪恭平 | 岸友洋 薮野浩二 冨永拓生 北山修一 西川絵奈 川添政和 Kim Yi Sung 飯飼一幸 白崎詩織 大倉貞生 関口雅浩 西田美弥子 舛舘俊秀 |
| 7話までの総集編。 |                                    |                   |                                                                                   |                                                                             | |
| Day8 | 帳の陰                             | 木戸雄一郎        | 古川順康                                                                          | 古川順康                                                                    | ムラオミノル |
| 新しい連邦取締官デルフィがローレスに着任。スクーザに代わってマフィアのファンゴ・ファミリーとアイランド、ヴァネッティ・ファミリーと密造酒の取り締まりを宣言。アヴィリオはデルフィを買収しようとするが、拒絶されると遠まわしに家族に危害を加えると警告する。デルフィの摘発でローレスヘブンの仕入れを渋る店が増えネロはいらだつ。チェロットはコルテオに、ファンゴが密造酒が作れるコルテオを欲しがっていると教え、ファミリー入りを誘う。ファンゴの密告でロッジにも捜査の手が入り、アヴィリオはデルフィの家族を襲うことをネロに提案。コルテオは激しく反発するが、アヴィリオは金を置いてコルテオの家から去る。休日の朝、デルフィの妻子が乗る車が乗車前に爆発。おじけづいたデルフィは捜査を中止する。ネロ銃撃未遂事件が発生、内通者を探すためヴァネッティは厳戒態勢となる。ネロの外出先をファンゴに教えたコルテオは脅える。チェロットの車でアイランドに呼び出されたコルテオは、ファンゴから酒のレシピを手に入れたので用済みになったと言われた上、目の前でネロに電話をかけられ内通者とばらされそうになる。床にはレシピを売りつけたスクーザの死体があった。追い詰められたコルテオはファンゴを撲殺する。 |                                    |                   |                                                                                   |                                                                             | |
| Day9 | 黒ずんだ野望                       | 木戸雄一郎        | 矢野博之                                                                          | 柳瀬雄之                                                                    | 飯飼一幸 桜井このみ 李周鉉 岸友洋 大島貞生                                                                              |
| コルテオはファンゴの部下によってヴァネッティに引き渡される。ガンゾらは激しい拷問を加えるがコルテオは口を割らなかった。チェロットからいきさつを聞いたアヴィリオは、夜、ヴァネッティ家に侵入する。そこへ怪我をしたガンゾがコルテオが脱走したと知らせにくる。街を封鎖しコルテオの捜索が行われる。バルベロはアヴィリオを疑うがネロに一蹴される。アヴィリオにコルテオから電話が掛かってくる。コルテオはネロを殺さなければ自分が殺されると訴える。翌日、アヴィリオはヴァネッティ幹部の集まりに呼ばれ、初めてヴィンセント・ヴァネッティと対面する。ヴィンセントはこれまでの融和路線は間違いだったと認め、ドンの座をネロに譲る。ローレスヘブンを増産しシカゴに卸すにあたって、ドン・ガラッシアに酒を届ける役目にアヴィリオが指名される。その夜、アヴィリオはとある家を訪ねる。中から出てきたガンゾは自分が手紙の差出人と認める。 |                                    |                   |                                                                                   |                                                                             | |
| Day10 | 誠実の証                           | 岸本卓            | 小島正幸                                                                          | 鳥羽聡 柳屋圭宏                                                             | 冨永拓生 徳田夢之介 小林利充                                                                                            |
| アヴィリオはシカゴ行きの船に乗る。そこには髪型を変え監視の目をくぐり抜けたコルテオがいた。アヴィリオは手紙を交換条件にしてガンゾからコルテオを解放させたのだ。アヴィリオは以前住んでいたアパートにコルテオを匿う。つかのま穏やかな生活を楽しんだあと、アヴィリオはシカゴに旅立つ。ローレスを出て1週間、バルベロが疑いを強める中、アヴィリオは役目を果たしヴァネッティに帰還。ガンゾは3日後の劇場のこけら落としに久しぶりにヴィンセントが外出すると教え、アヴィリオに拳銃を渡す。その夜ヴァネッティ家に呼び出されたアヴィリオは、波止場で聞き込みをしたバルベロから、コルテオの共犯者だと詰問されるが、そこへコルテオが飛び込んでくる。ガンゾからアヴィリオの危機を電話で知らされ、ローレスに戻ってきたのだ。バルベロの疑いを否定し、全て一人でやったと主張するコルテオ。ネロはアヴィリオに拳銃を預け「お前がやれ」と部屋を出る。コルテオと部屋に残されたアヴィリオはなぜ戻ってきたと叫ぶが、コルテオはアヴィリオとの日々を楽しかったと振り返り笑顔を浮かべる。アヴィリオはコルテオを射殺、「俺たち兄弟だもんな」とつぶやく。 |                                    |                   |                                                                                   |                                                                             | |
| Day11 | すべてがむだごと                   | 岸本卓            | 小島正幸                                                                          | 鈴木孝聡 平向智子                                                           | 西川絵奈 北山修一 川添政和 大島貞生 岸友洋                                                                              |
| コルテオを始末してネロの側近に返り咲いたアヴィリオだが顔色は冴えない。ヴァネッティ家にドン・ガラッシアと甥のストレーガが訪れ、ヴァネッティ父子に挨拶する。ドンはアヴィリオを気に入りシカゴに誘う。こけら落としを明日に控え、ガンゾはヴァネッティ父子暗殺計画をアヴィリオに指示。アヴィリオは手紙にガンゾの名前を書き加えさせる。バルベロはネロに劇場の警備からアヴィリオをはずすよう進言するが却下される。こけら落とし当日、ヴィンセントは病を押して3年ぶりに公の場に姿を見せ、ネロと劇場に入る。ドン・ガラッシアも入場、3人はボックス席に入る。ボックス席のドアの前で警護するデルトロをガラッシアの部下が襲い、アヴィリオがとどめを刺す算段だったが、デルトロの抵抗で殺害に手間取り、後をつけてきたバルベロに見られる。バルベロは地下室でアヴィリオを尋問、呼ばれたガンゾはバルベロを射殺。ネロが駆け付けた時、アヴィリオの姿はなく、ガンゾから手紙を見せられたネロはボックス席に走る。ボックス席に入り込んだアヴィリオは本名を名乗りヴィンセントに銃を向ける。死を覚悟したヴィンセントだが、アヴィリオはドン・ガラッシアを射殺。これを見たストレーガはガンゾを射殺、ヴァネッティ・ファミリー殲滅命令を出し、劇場は銃撃戦となる。ヴィンセントはネロの腕の中で「すべてはむだごと」とつぶやいて息を引き取る。 |                                    |                   |                                                                                   |                                                                             | |
| Day12 | 汚れた空をかいくぐり               | 岸本卓            | 野村和也                                                                          | 鏑木ひろ                                                                    | 藪野浩二 冨永拓生 北山修一 大島貞生 岸友洋                                                                              |
| ストレーガに保護されホテルに軟禁されたアヴィリオ。そこへネロが押し入り、アヴィリオを連れ去る。ネロたちヴァネッティ残党はアイランドに立てこもり、ガラッシアと銃撃戦を続けていたが、チェロットからアヴィリオの居場所を聞き、ネロ一人抜け出してきたのだ。チェロットの車の中で手紙の差出人はガンゾと教えられ、ようやく事の次第を知るネロ。アヴィリオを車に乗せて街を出たネロは、翌朝チェロットを置き去りにして、アヴィリオと二人逃走を続ける。車はアヴィリオの希望で41号線（en:U.S. Route 41）で海を目指す。野宿した夜、復讐を果たしたがすべてむだごとだったと語るアヴィリオに、ネロはなぜ俺を殺さなかったと詰め寄る。アヴィリオは「7年前の夜、お前が俺を撃ってれば」と泣き叫ぶ。感情をぶつけあった二人は旅を続け、やがて海にたどりつく。浜辺を歩きながら「お前を殺さなかったのは、お前を殺したくなかったからだ」とつぶやくアヴィリオ。その背中にネロは銃口を向ける。銃声を響かせたあと、ネロは一人で車に戻り、あてどない逃走を続ける。その顔にはなぜか満足げな笑みが浮かんでいた。 |                                    |                   |                                                                                   |                                                                             | |
| Day13 | 時の浅瀬すべての昨日明日、また明日 | 鏑木ひろ 岸本卓   | 菅沼栄治                                                                          | 鏑木ひろ                                                                    | 大島貞生 冨永拓生 川上暢彦 岸友洋                                                                                       |
| TV未放送話3篇。 |                                    |                   |                                                                                   |                                                                             | |

## 放送局
| 放送期間                | 放送時間                     | 放送局    | 対象地域   | 備考   |
| ----------------------- | ---------------------------- | --------- | ---------- | ------ |
| 2016年7月9日 - 10月1日  | 土曜 1:55 - 2:25（金曜深夜） | TBSテレビ | 関東広域圏 |        |
|                         | 土曜 2:10 - 2:40（金曜深夜） | 毎日放送  | 近畿広域圏 | 製作局 |
|                         | 土曜 2:49 - 3:19（金曜深夜） | CBCテレビ | 中京広域圏 |        |
| 2016年7月10日 - 10月2日 | 日曜 0:00 - 0:30（土曜深夜） | BS-TBS    | 日本全域   |        |

## BD / DVD
| 巻    | 発売日         | 収録話          | 規格品番  | 規格品番 |
| 巻    | 発売日         | 収録話          | BD        | DVD      |
| ----- | -------------- | --------------- | --------- | -------- |
| VOL.1 | 2016年10月26日 | 第1話 - 第2話   | SHBR-0397 | DB-0906  |
| VOL.2 | 2016年11月30日 | 第3話 - 第4話   | SHBR-0398 | DB-0907  |
| VOL.3 | 2016年12月21日 | 第5話 - 第6話   | SHBR-0399 | DB-0908  |
| VOL.4 | 2017年1月25日  | 第7話 - 第8話   | SHBR-0400 | DB-0909  |
| VOL.5 | 2017年2月22日  | 第9話 - 第10話  | SHBR-0401 | DB-0910  |
| VOL.6 | 2017年3月29日  | 第11話 - 第12話 | SHBR-0402 | DB-0911  |
| VOL.7 | 2017年7月5日   | 第13話          | SHBR-0403 | DB-0912  |

## SDアニメ
DVD&Blu-ray各巻に収録の短編アニメ。
| 収録巻 | サブタイトル       |
| ------ | ------------------ |
| VOL.2  | 91Daze〜刺客編〜   |
| VOL.3  | 91Daze〜味見編〜   |
| VOL.4  | 91Daze〜勘違い編〜 |
| VOL.5  | 91Daze〜怒り編〜   |
| VOL.6  | 91Daze〜雨編〜     |
| VOL.7  | 91Daze〜寝言編〜   |
| VOL.7  | 91Daze〜食事編〜   |

## Webラジオ
『アニメ『91Days』WEBラジオ『9分10秒ラジオ』』は、アニメイトタイムズにて2016年7月1日にプレ配信、同年7月15日（第1回）より10月14日（第7回）まで配信された。隔週金曜日更新。メインMCは近藤隆（アヴィリオ役）。コーナーMC（不定期）は江口拓也（ネロ役）、斉藤壮馬（コルテオ役）。ラジオタイトル通り、番組は9分10秒の間で行われた。

## 小説
PASH!ブックス（主婦と生活社）よりノベライズが上下巻で発売された。
- 『小説 91Days 上（PASH!ブックス）』、2016年9月16日発売[11]、ISBN 978-4-391-14924-1
- 『小説 91Days 下（PASH!ブックス）』、2016年10月28日発売[12]、ISBN 978-4-391-14925-8